# Seymour S. Cohen
Seymour Stanley Cohen (Brooklyn, 30 de abril de 1917-30 de diciembre de 2018) fue un bioquímico estadounidense.

## Biografía
Doctorado en la Universidad de Columbia en 1941, trabajó en las universidades de Columbia, Pennsylvania, Colorado y la Estatal de Nueva York en Stony Brook.
Fue autor de obras como Virus-Induced Enzymes (Columbia University Press, 1968), Introduction to the Polyamines (Prentice Hall, 1971) o A Guide to the Polyamines (Oxford University Press, 1998),
entre otras. Es miembro de la American Academy of Arts & Sciences desde 1963 y recibió el premio Eli Lilly de bacteriología e inmunología en 1951. Era conocido por su estudios con marcado de isótopos radioactivos, cuyos resultados sugirieron un papel esencial del DNA como base del material genético hereditario, que quedaría comprobado en 1952 por Hershey y Chase.